# سدات اوزدن
سدات اوزدن (انگلیسی: Sedat Özden؛ زادهٔ ۳۰ اوت ۱۹۵۳) بازیکن فوتبال اهل ترکیه است.
از باشگاه‌هایی که در آن بازی کرده‌است می‌توان به باشگاه فوتبال بورسااسپور اشاره کرد.
وی همچنین در تیم‌های ملی فوتبال زیر ۲۱ سال ترکیه و ترکیه بازی کرده‌است.